# Bausch & Lomb Championships 1990
Bausch & Lomb Championships 1990 — жіночий тенісний турнір, що проходив на відкритих кортах з ґрунтовим покриттям Amelia Island Plantation на острові Амелія (США). Належав до турнірів 2-ї категорії в рамках Туру WTA 1990. Відбувся водинадцяте і тривав з 9 квітня до 15 квітня 1990 року. Перша сіяна Штеффі Граф здобула титул в одиночному розряді.

## Фінальна частина

### Одиночний розряд
Штеффі Граф —  Аранча Санчес Вікаріо 6–1, 6–0
- Для Граф це був 3-й титул в одиночному розряді за сезон і 47-й — за кар'єру.

### Парний розряд
Мерседес Пас /  Аранча Санчес Вікаріо —  Регіна Райхртова /  Андреа Темашварі 7–6(7–5), 6–4
- Для Пас це був 1-й титул за рік і 16-й — за кар'єру. Для Санчес Вікаріо це був 2-й титул за сезон і 3-й — за кар'єру.